# Ricola
Ricola AG è un'azienda svizzera che produce caramelle e tisane balsamiche in molteplici gusti. L'azienda, con sede a Laufen, concentra la sua principale produzione su una miscela speciale che incorpora 13 erbe.

## Storia
La storia dell'azienda Ricola inizia nel 1930 quando Wilhelm Emil Richterich, dopo l'acquisto di un piccolo panificio, apre una fabbrica di pasticceria, la Richterich & Compagnie, a Laufen nei pressi di Basilea in Svizzera. Nel 1940 Richterich crea la famosa miscela che incorpora 13 erbe e che viene tuttora utilizzata per la produzione di zucchero svizzero alle erbe. Nel 1967 Emil Richterich e i suoi figli Hans Peter e Alfred, fondano la nuova società Ricola AG, abbreviazione di Richterich & Compagnie Laufen, in una nuova sede a Laufen, dove si trova ancora oggi. Nel 1970 l'azienda introduce sul mercato internazionale i propri prodotti e ne crea di nuovi come le tisane e le caramelle alle erbe senza zucchero.
Nel 1973 il fondatore dell'azienda muore e i figli subentrano al suo posto; Hans Peter subentra come socio e imprenditore, mentre Alfred Richterich si occupa delle attività culturali. Agli inizi del 1980, cresce la domanda di caramelle senza zucchero e l'azienda immette sul mercato le pratiche confezioni tascabili, iniziando a pubblicizzare i propri prodotti in televisione. Nel 1991 la direzione viene assunta da Felix Richterich, figlio di Hans Peter e nipote del fondatore. Nel 2000 Adrian Kohler prende in mano le sorti dell'azienda come nuovo amministratore, mentre Felix Richterich mantiene la carica di Presidente e Delegato del Consiglio di amministrazione, supportato dal fratello Lukas Richterich nel ruolo di Vicepresidente. A novembre 2011, dopo il suicidio di Adrian Kohler a seguito della scoperta di frodi finanziarie, Felix Richerich assume nuovamente l'incarico direttivo dell'azienda.
Oggi Ricola esporta i propri prodotti in oltre 50 paesi e ha aggiunto al proprio assortimento nuove caramelle alle erbe. La produzione di caramelle avviene solo in Svizzera, mentre i mercati esterni vengono utilizzati solo per il confezionamento e la distribuzione delle caramelle, risparmiando così sui costi di trasporto e sui dazi doganali.

## Cultura aziendale
Ricola AG aderisce a una gestione aziendale sostenibile sotto il profilo economico, sociale ed ecologico e fornisce lavoro a circa 400 collaboratori in tutto il mondo, ha attualmente stipulato contratti con circa 100 aziende agricole autonome e realizza un fatturato di oltre 300 milioni di franchi svizzeri. L'azienda realizza spot in tv affidando il ruolo di "ambasciatore" dei propri prodotti all'attore svizzero Erich Vock.

## Prodotti

### Caramelle alle erbe
Ricola offre diversi prodotti dai sapori differenti, sia con zucchero che senza. Tutte le caramelle Ricola hanno in comune, oltre all'assenza di glutine e lattosio, la miscela di 13 erbe balsamiche per bocca e gola. Le caramelle Ricola sono anche apprezzate da vari personaggi famosi, tra cui Plácido Domingo che in un'intervista dichiara: "Hanno un ottimo sapore e sono preziose per la mia voce. Ne succhio sempre una prima di andare in scena.".
Le caramelle commercializzate in Italia nel 2020 dall'azienda sono:
- Erbe Balsamiche
- Erbe Alpine
- Ribes Nero
- Eucalipto
- Fiori di Sambuco
- Liquirizia
- Mentolo
- Arancia menta
- Olivello
- Melissa Limoncella
- Menta di Montagna
- Caramello Melissa D'Oro
- Azione Glaciale
- Salvia delle Alpi

Disponibili solo in Svizzera:
- Menta
- Cranberry
- Erbe e miele
- Mixed Berry
- Verbena
- Salvia

Dal 2008 Ricola produce anche gomme da masticare distribuite solo in Svizzera:
- Alpin Fresh
- Spearmint
- Menta Selvatica
- Melissa Limoncella

### Tisane alle erbe
Ricola produce anche tè e tisane senza glutine e lattosio.
Le tisane istantanee balsamiche commercializzate in Italia nel 2013 sono:
- Camomilla
- Melissa Limoncella
- Alle Erbe
- Distensive – Relax

Disponibili solo in Svizzera:
- Fiori di Sambuco
- Menta
- Verbena

Dal 2007 Ricola produce e distribuisce solo in Svizzera anche il tè nelle classiche bustine al gusto menta, verbena e melissa.

## Produzione
Prima di essere trasformate ed utilizzate nei prodotti Ricola, le erbe vengono sottoposte ad un controllo finale nella sede di Laufen. In seguito le erbe vengono asciugate, pulite, sminuzzate, mescolate secondo la ricetta segreta e infine riscaldate. Il decotto ottenuto viene infine privato del liquido, facendo restare solo un estratto concentrato di erbe. In base alla varietà, vengono aggiunti all'estratto altri ingredienti come zucchero o sostanze sostitutive ed edulcoranti. Quindi l'impasto viene cotto, raffreddato e trasformato nello zucchero originale alle erbe o in altre caramelle.

## Erbe
Da 25 anni Ricola coltiva le erbe che utilizza durante la produzione dei propri prodotti nelle montagne svizzere, lontane da siti industriali e da reti stradali, in modo tale da evitare il contatto con gli agenti chimici. Queste piantagioni sono situate nel Vallese, nell'Emmental, nella Val Poschiavo, nel Giura e nella Svizzera centrale.
La ricetta classica alle 13 erbe Ricola è così composta: 
- Marrubio (Marrubium vulgare)
- Pimpinella (Pimpinella saxifraga)
- Veronica (Veronica officinalis)
- Altea (Althaea officinalis)
- Alchemilla (Alchemilla xanthochlora)
- Sambuco (Sambucus nigra)
- Malva (Malva sylvestris)
- Menta (Mentha piperita)
- Salvia (Salvia officinalis)
- Millefoglio (Achillea millefolium)
- Primula (Primula veris)
- Piantaggine (Plantago lanceolata)
- Timo (Thymus vulgaris)

Ricola ha realizzato dei giardini di erbe in sei località svizzere: a Nenzlingen, sul Trugberg, sul Klewenalp, a Kandersteg, Zermatt e Pontresina, dove i visitatori hanno modo di conoscere le 13 erbe della miscela Ricola e di acquisire informazioni importanti sulla loro coltivazione e sulle loro proprietà.
Le erbe utilizzate per la produzione delle caramelle non sono tuttavia coltivate in questi giardini, ma nelle piantagioni delle montagne svizzere. Durante la crescita delle erbe non vengono utilizzati né erbicidi né pesticidi.

## Riconoscimenti
L'azienda ha ottenuto i seguenti riconoscimenti:
- "Most Trusted Brand" - La rivista Reader's Digest ha identificato Ricola come uno dei marchi più fidati in 15 paesi europei nel 2008, 2009, 2010, 2011, 2012.
- "Swiss Star" - L'istituto svizzero dell'imballaggio il 18 novembre 2008 ha premiato le prestazioni innovative nel settore degli imballaggi e ha riconosciuto la confezione Ricola come la preferita dagli svizzeri[14].
- "Top Marke 2008" - Il settimanale Lebensmittelzeitung, specializzato nel settore dei beni di consumo, ha riconosciuto il marchio Ricola tra quelli con la maggior quota di mercato.
- Il 10 gennaio 2010 a Laufen, il presidente del consiglio di amministrazione di Ricola, Felix Richterich, è stato insignito per la nona volta dello "Swiss Award" per l'economia.[15]
- Nel 2011, secondo lo studio annuale del gruppo Young & Rubicam, Ricola è stato riconosciuto come uno dei marchi più consolidati a livello internazionale collocandosi tra i 20 marchi più forti della Svizzera.

Il 28 giugno 2010 Ricola crea la Ricola Foundation. Il suo primo progetto è il sostegno di COLOSS, una rete scientifica impegnata nella ricerca delle cause della moria che ha colpito le api in tutto il mondo.